# Sophronica persimilis
Sophronica persimilis là một loài bọ cánh cứng trong họ Cerambycidae.